# Войново (Меленковский район)
Войново — село в Меленковском районе Владимирской области России, входит в состав Илькинского сельского поселения.

## География
Село расположено на берегу реки Унжа (приток Оки) в 5 км на север от центра поселения села Илькино и в 7 км на юг от райцентра города Меленки на автодороге 17К-3 Нижний Новгород — Ряжск.

## История

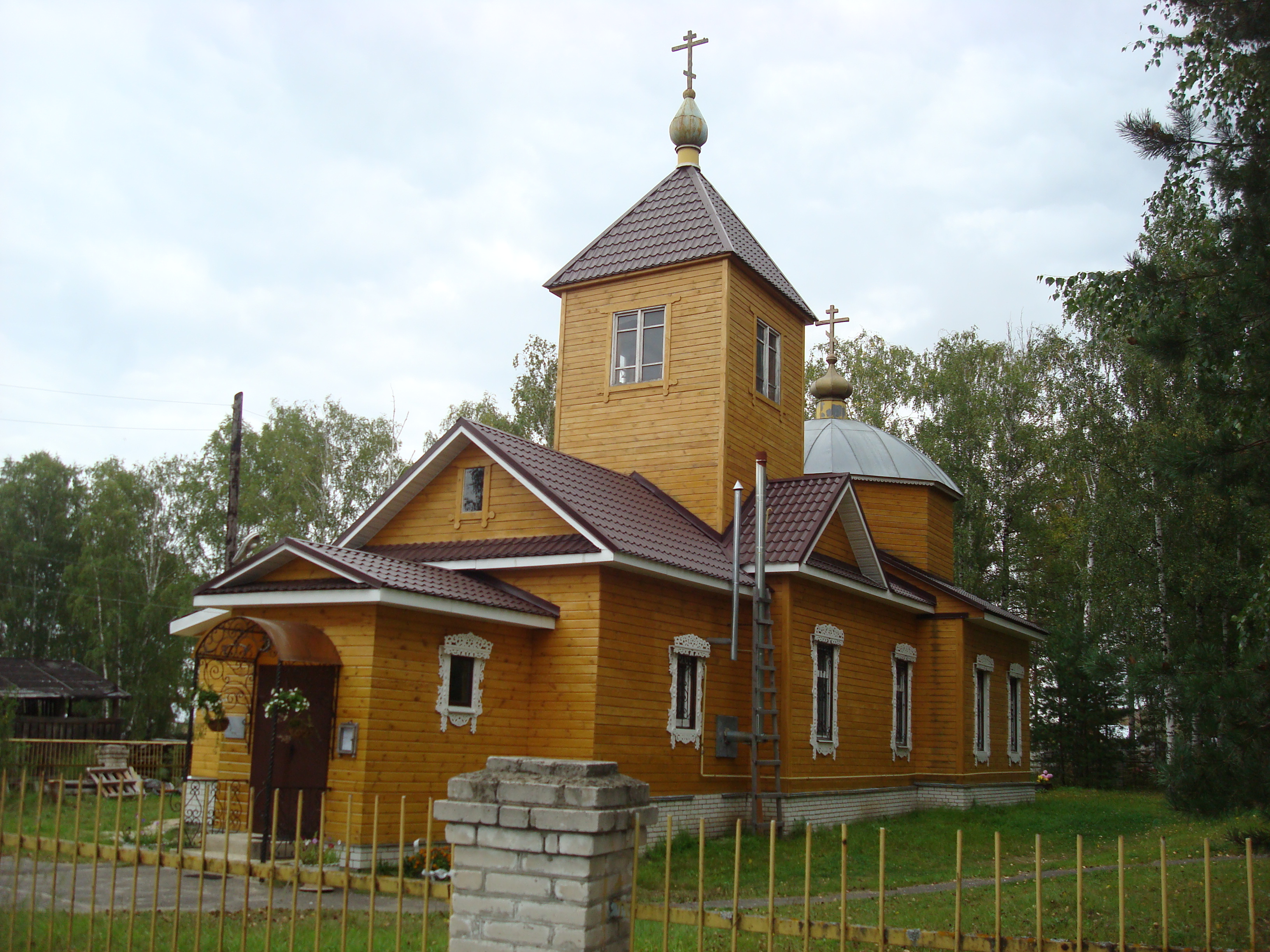
Церковь Успения Богородицы. 2015 год

В 1859 году в деревне Войново числилось 40 дворов. В 1926 году в Войново была построена деревянная Церковь Успения Пресвятой Богородицы.
В конце XIX — начале XX века деревня в составе Лехтовской волости Меленковского уезда. 
С 1929 года село Войново входило в состав Лехтовского сельсовета Меленковского района, с 1969 года — центр Войновского сельсовета, с 2005 года — в составе Илькинского сельского поселения.

## Население
| 1859 | 1897 | 1905 | 1926 | 2002 | 2010 | 2021 |
| ---- | ---- | ---- | ---- | ---- | ---- | ---- |
| 370  | ↗517 | ↗557 | ↗654 | ↘426 | ↘390 | ↘339 |

## Современное состояние
В селе имеются фельдшерско-акушерский пункт, сельская библиотека, отделение почтовой связи. До 2011 года действовала Войновская основная общеобразовательная школа.

## Достопримечательности
В селе расположена действующая деревянная Церковь Успения Пресвятой Богородицы

## Известные уроженцы
- Климов, Иван Васильевич (1916—1986) — советский военнослужащий, майор, Герой Советского Союза.